# Премия Беатрис Тинслей
Премия Беатрис Тинслей (англ. Beatrice M. Tinsley Prize) — награда Американского астрономического общества за выдающийся вклад в астрономию или астрофизику, носящий особенно инновационный характер. Названа в честь космолога и астронома Беатрис Тинслей. Премия присуждается один раз в два года и не имеет ограничений по месту жительства или гражданству кандидатов.

## Лауреаты премии Беатрис Тинслей
| Год  | Лауреат                                   | Обоснование награды |
| ---- | ----------------------------------------- | --- |
| 1986 | Бернелл, Джоселин Белл                    | (открытие первого пульсара) |
| 1988 | Ивен, Гарольд, Эдвард Парселл             | (открытие излучения водорода с длиной волны 21 сантиметр) |
| 1990 | Лабейри, Антуан                           | (изобретения в области спекл-интерферометрии) |
| 1992 | Дикке, Роберт                             | (изобретатель синхронного усилителя) |
| 1994 | Дэвис, Раймонд                            | (изобретатель нейтринных детекторов, первое измерение солнечных нейтрино) |
| 1996 | Вольщан, Александр                        | (первооткрыватель первого пульсара PSR 1257+12, имеющего планетную систему) |
| 1998 | Уильямс, Роберт                           | (спектроскопия, в частности, межзвёздного газа) |
| 2000 | Алкок, Чарльз                             | (поиск массивных компактных объектов гало) Оригинальный текст (англ.)«For his intellectual leadership of the MACHO project, both scientifically and technically.» |
| 2002 | Марси, Джеффри, Батлер, Пол, Фогт, Стивен | (разработчики Доплер-спектроскопии сверхвысокого разрешения, открывшие ряд экзопланет) Оригинальный текст (англ.)«For their pioneering work in characterizing planetary systems orbiting distant stars.»                                                                                             |
| 2004 | Рейнольдс, Рональд                        | (исследования межзвёздной среды) Оригинальный текст (англ.)«For his discovery of the warm ionized medium in our Galaxy using Fabry-Perot spectroscopy, his leadership in understanding its origins and for his development of the Wisconsin H-Alpha Mapper that has revealed its spatial structure.» |
| 2006 | Карлстром, Джон                           | (исследования космического микроволнового фона c использованием эффекта Сюняева — Зельдовича) Оригинальный текст (англ.)«For his innovative work on the use of interferometry to study the early Universe through CMB fluctuations and polarimetry and the Sunyaev-Zeldovich effect. »               |
| 2008 | Рид, Марк                                 | Оригинальный текст (англ.)«For his precision astrometry experiments with the VLBI and the VLBA and his pioneering use of cosmic masers as astronomical tools.» |
| 2010 | Деминг, Дрейк                             | Оригинальный текст (англ.)«For his innovative and pioneering work detecting thermal infrared emission from transiting extrasolar planets using the Spitzer Space Telescope.» |
| 2012 | Джиллилэнд, Рональд                       | Оригинальный текст (англ.)«For his innovative work on ultra-high signal-to-noise observations related to time-domain photometry and the opening of this new frontier.» |
| 2014 | Крис Линтотт                              | за привлечение людей, не являющихся учёными, к участию в передовых исследованиях Оригинальный текст (англ.)«For his insight and creativity that created a transformative approach to science by engaging nonscientists in cutting edge research.»                                                    |
| 2016 | Эндрью Гоулд                              | за исследования гравитационных микролинз. Оригинальный текст (англ.)«For his development of gravitational microlensing as an important tool for the discovery and characterization of exoplanets.»                                                                                                   |
| 2018 | Julianne Dalcanton                        | Оригинальный текст (англ.)«For her pioneering use of large surveys to study low-surface-brightness galaxies and her leadership in developing Hubble Space Telescope surveys to create a legacy of data on resolved stellar populations of nearby galaxies.»                                          |